# Grant Wood

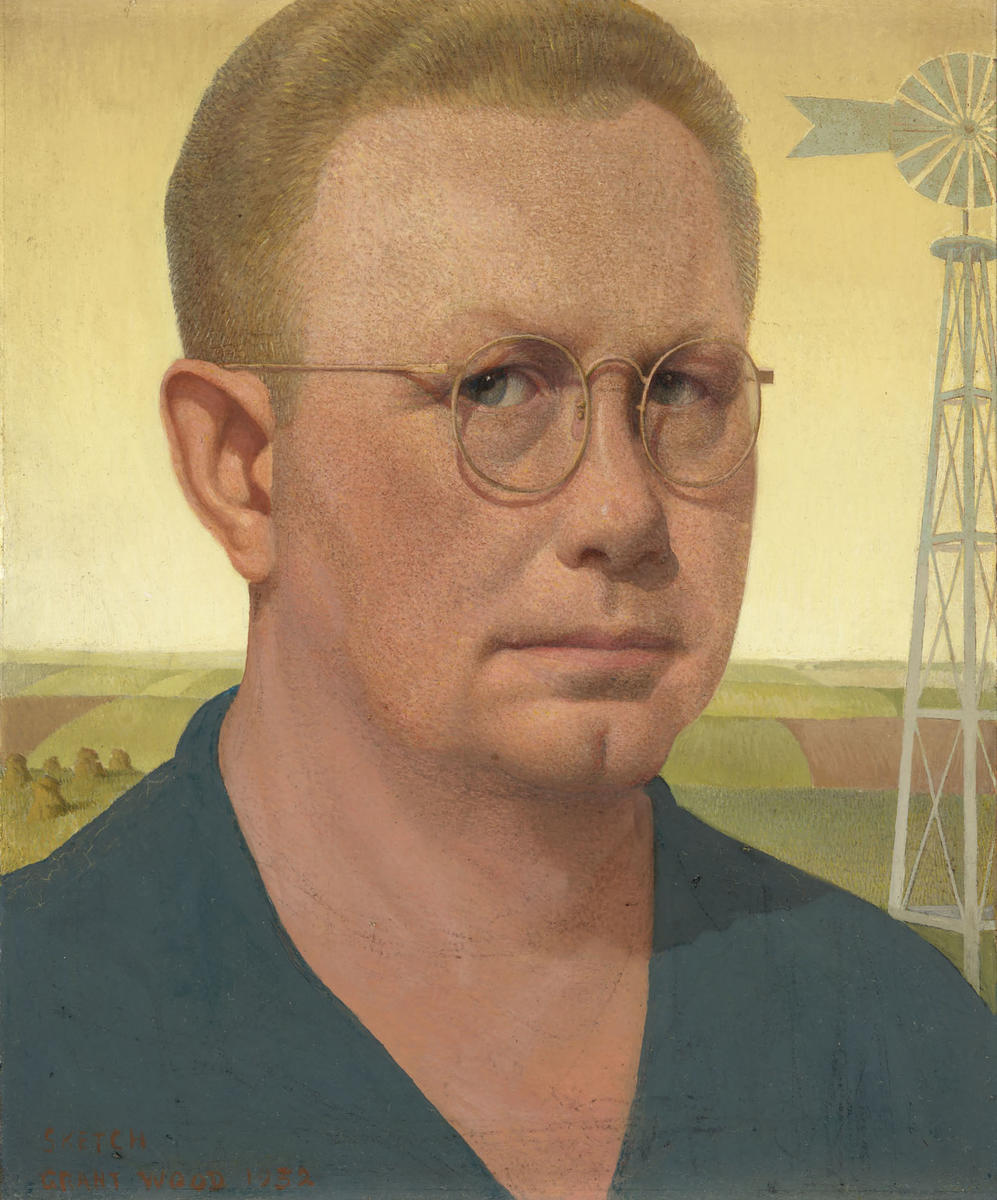
Selbstporträt, um 1925

Grant DeVolson Wood (* 13. Februar 1891 in Anamosa, Iowa; † 12. Februar 1942 in Iowa City, Iowa) war ein US-amerikanischer Maler des Amerikanischen Realismus der 1930er Jahre. Sein Bild American Gothic aus dem Jahr 1930 machte ihn international bekannt.

## Leben
Grant DeVolson Wood wurde als Sohn einer Quäkerfamilie auf der elterlichen Farm in Anamosa geboren. Er hatte eine Schwester, Nan, und einen Bruder, Frank. Nach dem Tod des Vaters 1901 zog Woods Familie nach Cedar Rapids. Der Junge machte zunächst eine Lehre in einem örtlichen Holz- und Metallbetrieb, interessierte sich jedoch schon bald für das Zeichnen und Malen und zeigte darin einiges Talent: Bereits mit 14 Jahren gewann er erste Preise. Der frühe Erfolg bestärkte ihn in seinem Wunsch, eine künstlerische Laufbahn einzuschlagen. Zusammen mit seinem Freund Marvin Cone graduierte er 1910 an der Washington High School in Cedar Springs.

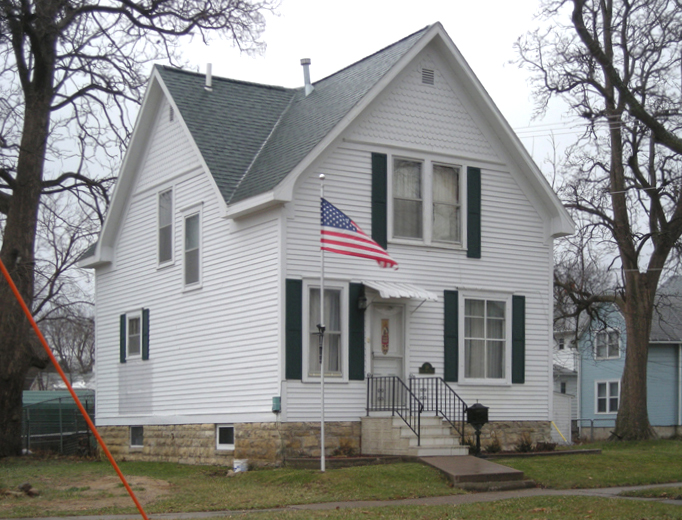
Woods Elternhaus in Cedar Rapids

Im Anschluss schrieb sich Wood an einer Kunst- und Werkschule in Minneapolis ein. Ab 1913 nahm er drei Jahre lang sporadisch Abendkurse an der School of the Art Institute of Chicago und arbeitete als Silberschmied. 1916 brach Wood das Studium ab. Während des Ersten Weltkriegs war er bei der US Army in Des Moines für die Gestaltung der Tarnfarbenbemalung (Camouflage) von Militärfahrzeugen verantwortlich. Nach seiner Entlassung kehrte er zurück nach Cedar Rapids, wo er an der Junior Highschool Kunst unterrichtete. Im Sommer 1920 besuchte er mit seinem Freund Marvin Cone Paris, wo er von 1923 bis 1924 an der Académie Julian studierte und Sorrent in Italien besuchte. Im Sommer 1926 stellte er in Paris aus, hatte aber nicht den erhofften Erfolg. Als Wood Anfang 1928 für einen Monat in München war, um ein großes Bleiglasfenster fertigzustellen, hielt er sich zum letzten Mal in Europa auf.
Wood hat sich in Europa mit unterschiedlichsten Malstilen, auch mit dem Impressionismus vertraut gemacht; nachhaltiger beeindruckte ihn der klare altniederländische Malstil von Jan van Eyck. Die Manier der frühen flämischen Malerei sollte Wood bald übernehmen. Er bezog 1924 ein Studio in der 5 Turner Alley in Cedar Rapids, das er zehn Jahre lang nutzte und in dem sich heute das Kunstmuseum der Stadt befindet.

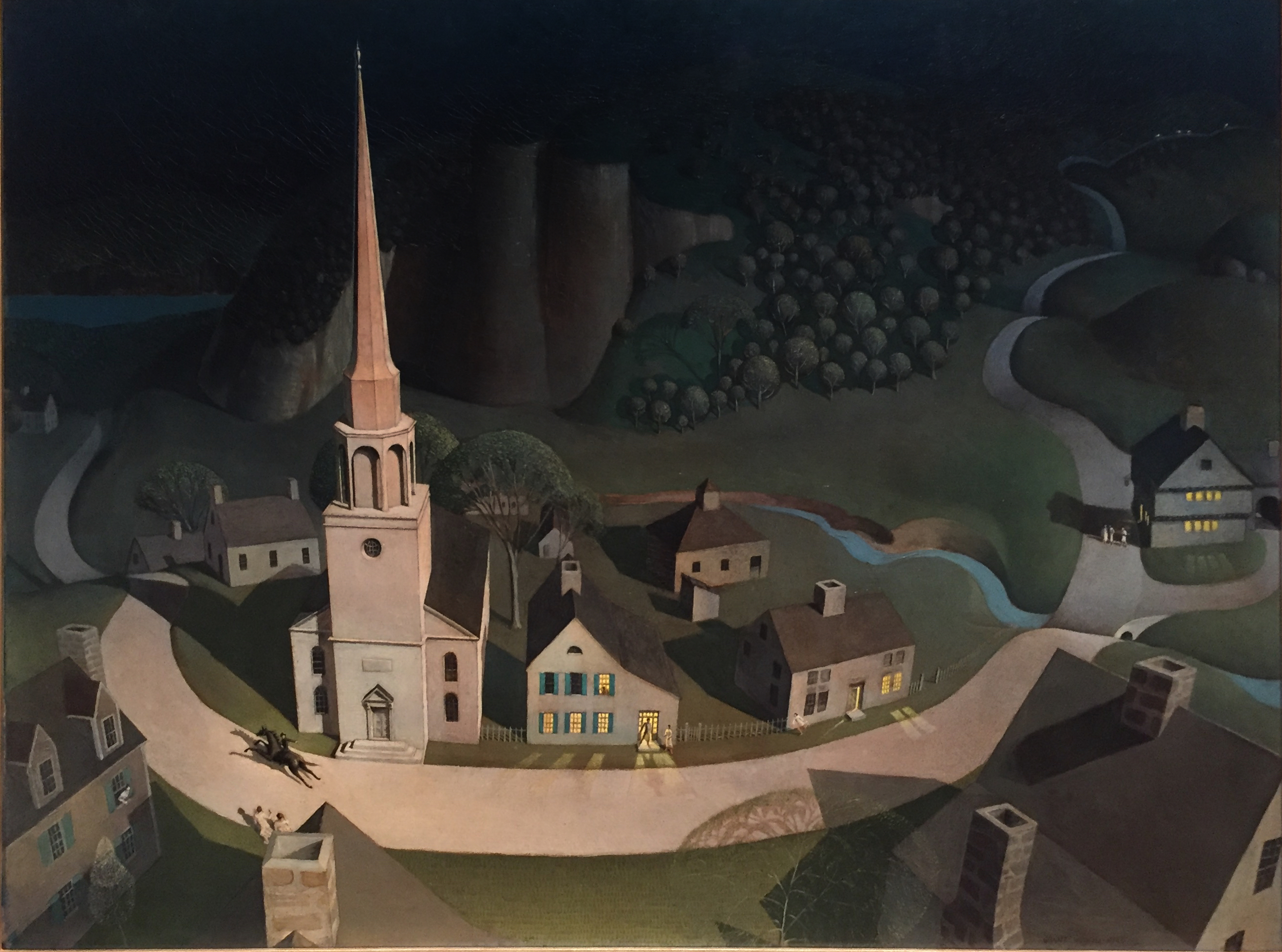
The Midnight Ride of Paul Revere, 1931

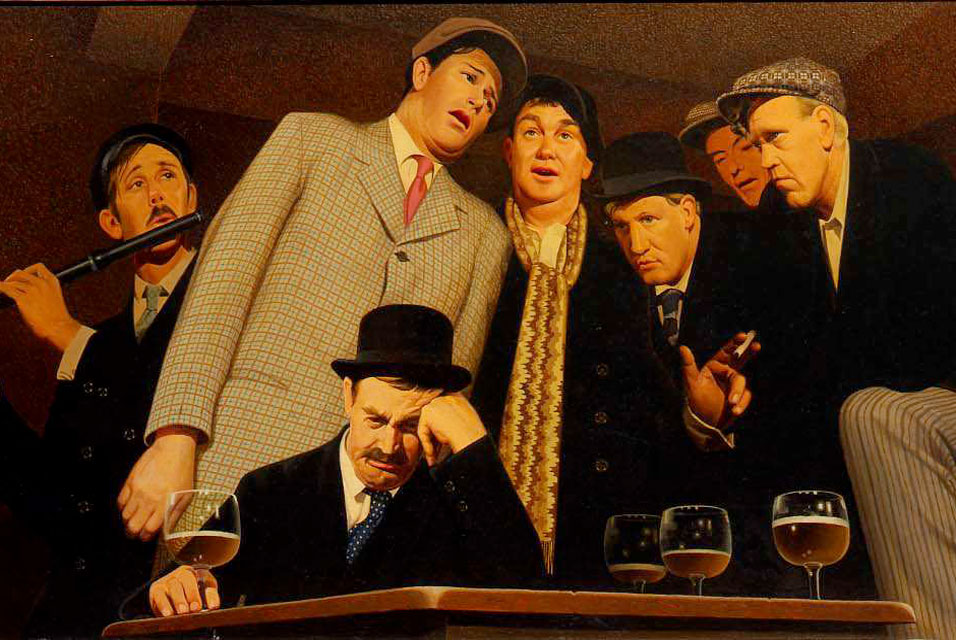
Sentimental Ballad, 1940

1927 erhielt Wood den Auftrag, ein großes Glasfenster von 24 × 20 foot (7,20 m × 6 m) für das Veterans Memorial Buildings in Cedar Rapids zu entwerfen, das an die Gefallenen aller sechs amerikanischen Kriege erinnern sollte. Die dargestellten Soldaten trugen die Uniformen des Unabhängigkeitskrieges, des Krieges von 1812, des Mexikanischen Krieges (1848), des Bürgerkrieges, des Spanisch-Amerikanischen Krieges und des Ersten Weltkrieges. Die Fenster wurden bei Emil Frei in München fertiggestellt. Im Frühjahr 1928, als Wood dort an den Gesichtern der Soldaten arbeitete, besuchte er häufig die Alte Pinakothek und studierte die Malerei der Spätgotik und Frührenaissance. Er kopierte die Malerei Albrecht Dürers, Hans Holbein d. Ä. und Hans Holbein d. J. Wood lernte auch die gerade aufkommende Neue Sachlichkeit kennen. Er ärgerte sich über die fehlende Anerkennung von amerikanischen Künstlern durch die Europäer und schrieb an seine Schwester Nan: „Die hiesigen Kunstkritiker und -händler wollen keine amerikanische Kunst, sie denken, das Land sei zu groß und zu neu für jedwede Art von Kultur und zu primitiv und zu unterentwickelt, um irgendeinen Künstler hervorzubringen.“
In Amerika begann der Erfolg Woods Leben zu verändern. 1933 gründete er nahe seiner Heimatstadt die Stone City Art Colony, um Künstlern während der Great Depression zu helfen und sie zu fördern. Im Folgejahr 1934 wurde er Dozent für Malerei an der University of Iowa. Er betrachtete sich bald als Mentor einer auf einem regionalen amerikanischen Kunstempfinden beruhenden neuen Art von Malerei und dehnte den bis dato nur für Bildnisse und Porträts verwendeten Stil auf Landschaften und erzählende Bilder aus. Zugleich wurden seine Bilder aber auch wegen ihres dekorativen Manierismus und ihrer Sentimentalität bereits 1935 hart kritisiert. Nach 1940 war die Mode des Regionalismus zu Ende.
Grant Wood starb einen Tag vor seinem 51. Geburtstag am 12. Februar 1942 an Leberkrebs im Universitätskrankenhaus von Iowa City.

## Werk

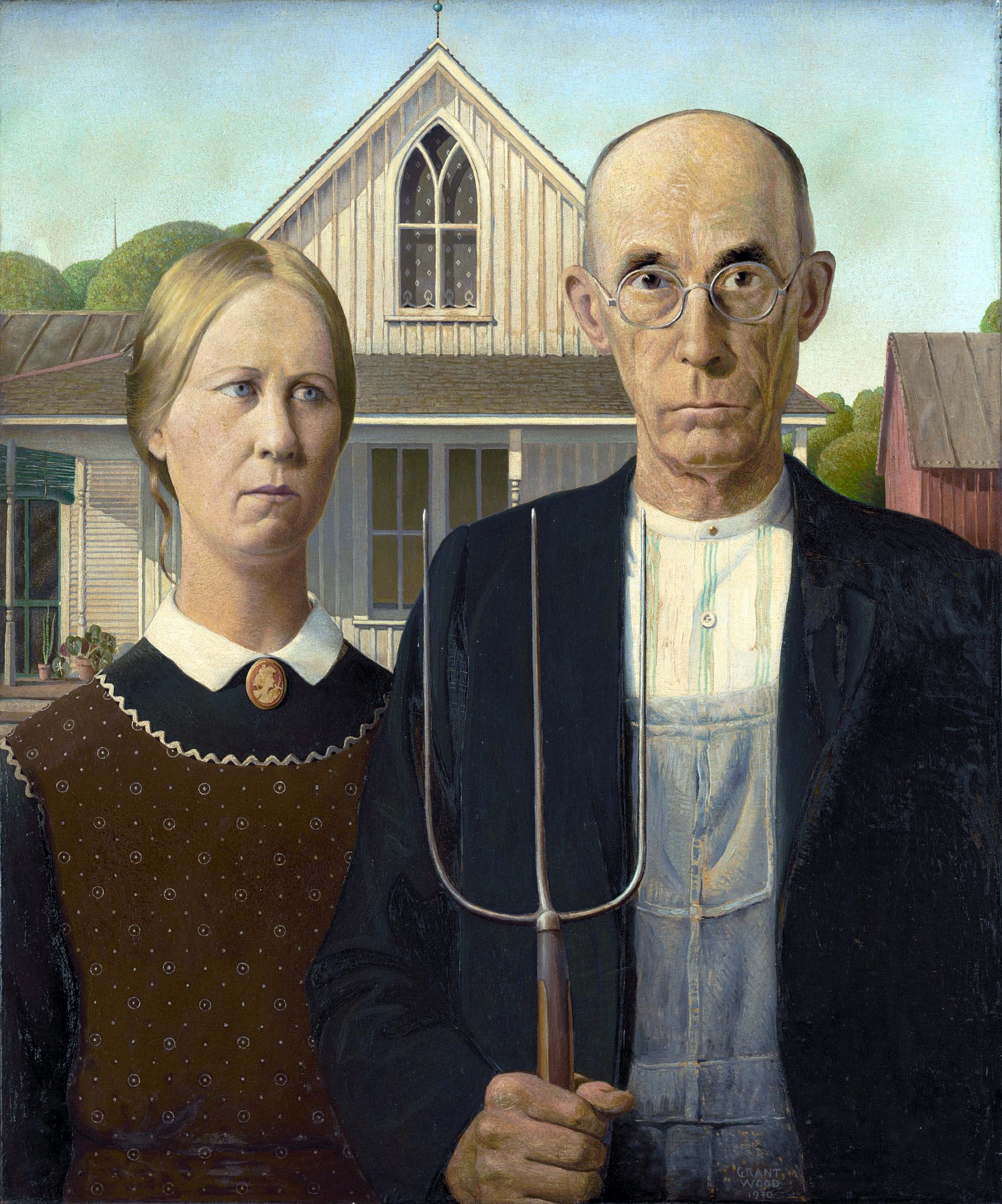
American Gothic, 1930

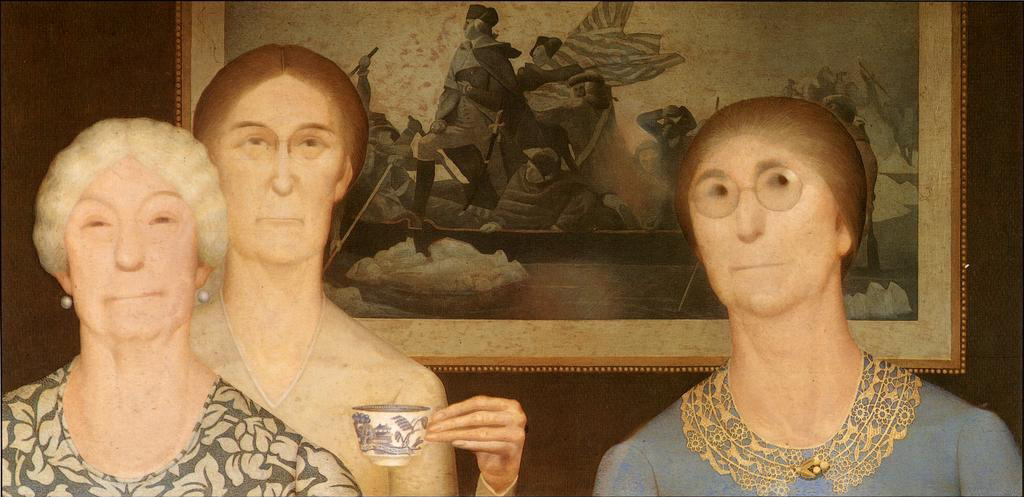
Daughters of Revolution, 1932

Das wohl bekannteste Werk von Grant Wood ist das 1930 gemalte Gemälde American Gothic. Das Bild machte den bis dato relativ unbekannten Maler schlagartig berühmt. Seine künstlerische Ausbildung war bruchstückhaft gewesen und konzentrierte sich sowohl auf handwerkliche und graphische Techniken als auch auf bildende Kunst. Von den avantgardistischen Strömungen in Europa scheint er in den 20er Jahren gänzlich abgeschnitten zu sein. Ein berufsbedingter Aufenthalt in Deutschland Ende der 20er Jahre veränderte seinen Malstil: Er sah die riesige Sammlung früher deutscher und flämischer Maler in der Alten Pinakothek München und war tief beeindruckt von den scharfen, klaren Umrissen und der wirklichkeitsgetreuen Darstellungsweise, mit der die alten Künstler das Leben ihrer Zeit festgehalten hatten. Möglicherweise wurde er auch durch die Bilder der Neuen Sachlichkeit, namentlich der Künstler Christian Schad und Franz Radziwill, beeinflusst.
American Gothic ist nicht das erste Bild in neuem Stil. Ihm ging 1929 Frau mit Pflanzen, ein Porträt seiner Mutter, voraus. 1932 entstand in diesem Stil sein Gemälde Daughters of Revolution.
Sein einziges Selbstporträt und eine Sammlung seiner Werke befinden sich zusammen mit dem Grant Wood Archiv im Figge Art Museum in Davenport, Iowa.

## Belege
1. ↑  Grant Wood (Memento des Originals vom 30. März 2013 im Internet Archive)  Info: Der Archivlink wurde automatisch eingesetzt und noch nicht geprüft. Bitte prüfe Original- und Archivlink gemäß Anleitung und entferne dann diesen Hinweis., crma.org, abgerufen am 9. März 2013
2. ↑  www.tilenut.com – Grant Wood Biography (Memento des Originals vom 7. November 2007 im Internet Archive)  Info: Der Archivlink wurde automatisch eingesetzt und noch nicht geprüft. Bitte prüfe Original- und Archivlink gemäß Anleitung und entferne dann diesen Hinweis. (englisch)
3. ↑  Grant Wood: American Gothic. Art Institute of Chicago, abgerufen am 15. Juli 2008.
4. ↑  Achtung: Die Datenbasis hat sich geändert; bitte Ergebnis überprüfen und SBB=1 setzen

| Personendaten    | Personendaten                                                   |
| ---------------- | --------------------------------------------------------------- |
| NAME             | Wood, Grant                                                     |
| ALTERNATIVNAMEN  | Wood, Grant DeVolson (vollständiger Name)                       |
| KURZBESCHREIBUNG | US-amerikanischer Maler, Vertreter des Amerikanischen Realismus |
| GEBURTSDATUM     | 13. Februar 1891                                                |
| GEBURTSORT       | Anamosa, Iowa                                                   |
| STERBEDATUM      | 12. Februar 1942                                                |
| STERBEORT        | Iowa City, Iowa                                                 |